# Ривера Куэльяр, Кристиан
Кристиан Эрнандо Ривера Куэльяр (англ. Christian Hernando Rivera Cuéllar; род. 14 января 1996, Кали) — колумбийский футболист, полузащитник клуба «Керетаро». 

## Клубная карьера
Ривера — воспитанник клуба «Депортиво Кали». 18 февраля 2016 года в матче против «Форталесы Сипакира» он дебютировал в Кубке Мустанга. Летом того же года Ривера перешёл в «Депортиво Пасто». 10 июля в матче против «Бояка Чико» он дебютировал за новую команду. 4 февраля 2017 года в поединке против «Кортулуа» Кристиан забил свой первый гол за «Депортиво Пасто». В 2018 году он вернулся в «Депортиво Кали». 17 июля 2019 года в поединке против «Атлетико Букараманга» Кристиан забил свой первый гол за клуб. 
В начале 2020 года Ривера перешёл в мексиканскую «Тихуану». 11 января в матче против «Сантос Лагуна» он дебютировал в мексиканской Примере. 26 февраля 2022 года в поединке против «Атласа» Кристиан забил свой первый гол за «Тихуану».
В начале 2023 года Ривера перешёл в «Керетаро». 8 января в матче против столичной «Америки» он дебютировал за новую команду. 25 февраля в поединке против «Некаксы» Кристиан забил свой первый гол за «Керетаро».   